# Эструп, Якоб Брённум Скавениус
Якоб Брённум Скавениус Эструп (дат. Jacob Brønnum Scavenius Estrup, 16 апреля 1825, Сорё — 24 декабря 1913, окрестности Конгсдаля) — датский политик, премьер-министр страны в 1875—1894 годах. Был лидером правой консервативной партии Хёйре, имел прозвище «Датского Бисмарка».

## Биография
Якоб Брённум Скавениус Эструп (дат. Jacob Brønnum Scavenius Estrup) родился в богатой семье помещика и статского советника. В 1844 году завершил общее образование, в 1847 году сдал экзамен на геодезиста. В 1846 году унаследовал имение, в 1852 году приобрёл ещё одно. В молодости отличался слабым здоровьем (оба его родителя умерли от туберкулёза), смог поправить его только после нескольких лечебных поездок на юг Европы. Политическую деятельность начал в 1854 году в фолькетинге, избравшись на год его депутатом.
В 1864 году занял место в ландстинге и, будучи главой партии землевладельцев, принял активное участие в пересмотре конституции в 1866 году; его главной целью было предоставить помещикам возможность занимать больше мест в ландстинге (верхней палате парламента). С 6 ноября 1865 по 18 сентября 1869 года был министром внутренних дел; на этой должности заботился о расширении железнодорожной сети в Дании, о принятии шоссейных и железных дорог в ведение государства и о коммунальном законодательстве. По его инициативе, в частности, были построены железнодорожные линии от Сканнерборга к Силькеборгу и вдоль побережья Ютландии в Эсбьерг, который его усилиями превратился в крупный экспортный порт. В 1869 году был вынужден временно уйти из политики из-за проблем со здоровьем и даже отказался в 1870 году от поста премьер-министра.
С 1875 года при поддержке короля стал премьер-министром Дании и получил право сформировать правительство, в котором лично занял также пост министра финансов. В борьбе с большинством фолькетинга проявил большую энергию, в особенности активно противостоя оппозиционной партии Венстре; первоначально причиной конфликта стали требования Эструпом выделения значительных сумм на финансирование обороноспособности страны, что не было поддержано фолькетингом. В 1877 году впервые ввёл временное финансирование законов, которые формально не требовали утверждения парламентом, в ответ на частые отклонения со стороны Венстре предлагаемые правительственные бюджеты. Эта практика привела к значительному росту налогов, что вылилось в крестьянские волнения и общее обострение политической ситуации в стране на рубеже 1880-х и 1890-х годов. В 1885 году на него было совершено неудачное покушение типографом Юлиусом Расмуссеном, после чего по его инициативе были приняты законы, ограничивающие свободу прессы и свободу владения оружием, а также расширяющие права полиции.
В 1894 году был вынужден уйти в отставку, что являлось условием компромисса между правым крылом Венстре и умеренной частью Хёйре. После ухода с поста премьер-министра остался в политике и подвергал активной критике деятельность «левых» правительств, в особенности выступая против расширения избирательного права в 1908 году и пересмотра конституции в 1912 году.